# Spassgesellschaft!
Spassgesellschaft! ist das 2003 gegründete deutsche Comedy-Label von Sony Music Entertainment, das Marktführer im Comedy-Segment ist. Seit Mai 2013 gehört es zur Strategic Entertainment Division.
Seit der Gründung fördert die Spassgesellschaft! neue Talente und kooperiert mit etablierten Comedians. Dazu gehören Mario Barth, Michael Mittermeier, Atze Schröder, Martin Rütter, Paul Panzer, Helge Schneider, Bülent Ceylan und René Marik.
Weiterhin werden zusammen mit Brainpool Home Entertainment  TV-Serien und -Künstler wie Stromberg, Pastewka, Olaf Schubert oder Carolin Kebekus veröffentlicht.
Neben dem Kerngeschäft Comedy verantwortet die Spassgesellschaft! Veröffentlichungen im Bereich Fiction, wie der TV-Serie Der letzte Bulle oder Kult-Klassikern wie Kir Royal oder Liebling Kreuzberg.
Seit 2013 ist das Unternehmen auch im Bereich der YouTube-Channels aktiv. So wurden für TV-Koch Steffen Henssler „What‘s For (B)Eats?“ für TV Sport-Kommentator und Journalist Frank Buschmann,  „Buschi.TV“, und den Hamburger Comedian Buddy Ogün (u. a. „Ghetto News“) geschaffen.